# Gaucín
Gaucín è un comune spagnolo di 1 684 abitanti situato nella comunità autonoma dell'Andalusia.
- Artesania andaluza en Gaucin